# Усина, Гаухар Ельдосовна
Гаухар Ельдосовна Усина (22 апреля 1980 г.род Алма-Ата, Казахская ССР) — казахстанская балерина, хореограф. Заслуженный деятель Республики Казахстан (2011). Ведущая солистка балета ГТОБ «Astana Opera» (с 2013).

## Биография
- Гаухар Усина родилась 22 апреля 1980 г.род Алма-Ата.
- В 1998 году с отличием окончила Алматинское хореографическое училище им. А.В. Селезнева.
- В 2015 году окончила хореографический факультет Казахский национальный университет искусств по специальности «режиссер - хореограф»

## Карьера
- С 1998 по 2001 годы — ведущая солистка балета Казахский театр оперы и балета имени Абая
- С 2001 по 2005 годы — ведущая солистка Имперского русского балета и Русского национального балета (Москва).
- С 2005 по 2013 годы — ведущая солистка Национальный театр оперы и балета им.К.Байсеитовой.
- С 2013 года — ведущая солистка балета ГТОБ «Astana Opera»

## Репертуар
- Балетные партии Национальный театр оперы и балета имени К. Байсеитовой и ГТОБ Astana Opera
- Одетта-Одиллия («Лебединое озеро» П. Чайковского)
- Мари («Щелкунчик» П. Чайковского)
- Китри («Дон Кихот» Л. Минкуса)
- Никия («Баядерка» Л. Минкуса)
- Аврора («Спящая красавица» П. Чайковского)
- Камилла («Роден» Б. Эйфмана)
- Джульетта («Ромео и Джульетта» С. Прокофьева)
- Моржан («Карагоз» Г. Жубановой)
- Эгина («Спартак» А. Хачатуряна)

## Награды
- 2006 — Лауреат I премии Международного конкурса артистов балета «Байтерек»
- 2011 — Почетное звание «Заслуженный деятель Республики Казахстан» (за большие заслуги в развитии казахского хореографического искусства)